# D'espairsRay
D'espairsRay
於1999年9月9日組成，主題為「黑暗與破壞」。作詞基本以主唱HIZUMI負責，作曲則是以Karyu與TSUKASA為主。

出道後的第一張單曲「FINAL CALL」開始由abingdon boys school的岸利至擔任製作人
2008年6月開始，雖然將商品LOGO改為全大寫(D'ESPAIRSRAY)，但正式名稱還是為D'espairsRay。歌迷一律稱為「MANIA」，發行過的作品上也曾經紀載著「MANIA取向」。

2010年3月14日，與日本樂團MUCC一起來到台灣，參加在高雄舉辦的大港開唱。

同年9月21日，在官方網誌上發表為了治療主唱HIZUMI聲帶受損，將無限期暫停一切的音樂活動的消息。
同年12月30日於横浜BLITZ結束了巡迴最終場後，目前停止活動中。

雖然停止一切音樂活動，但成員表示依然會繼續作曲，Karyu與HIZUMI也在停止活動期間參與了大佑專輯的錄音。

2011年6月15日，在官方網站宣布解散。

## 成員
- Vocal:HIZUMI
- Guitar:Karyu
- Bass:ZERO
- Drums:TSUKASA

## 外部連結
- D'espairsRay官方網站(日文)
- D'espairsRay官方網誌(日文)[永久]
- ZERO官方網誌(日文)（页面存档备份，存于）